# Acacia graniticola
Acacia graniticola é uma espécie de leguminosa do gênero Acacia, pertencente à família Fabaceae.